# Agrotis irritans
Agrotis irritans là một loài bướm đêm trong họ Noctuidae.